# الدفادف (مذيخرة)

تعديل مصدري - تعديل

الدفادف هي إحدى قرى عزلة مذيخرة بمديرية مذيخرة التابعة لمحافظة إب، بلغ تعداد سكانها 30 نسمة حسب تعداد اليمن لعام 2004.